# Acció Comunista
Acció Comunista era una organització política d'ideologia revolucionària i marxista nascuda el 1964 en el si del Front Obrer de Catalunya, sobretot entre membres de la seva federació exterior. Van editar les revistes Acción Comunista i Voz Obrera. El seu comunisme, però, tenia un caire heterodox proper al trotskisme, per la qual cosa es distanciava ideològicament del comunisme oficial soviètic. L'any 1979 era una de les diverses organitzacions comunistes i revolucionàries que pretenien fer convergir el moviment en una sola entitat, juntament amb el Partit Obrer d'Unificació Marxista (POUM) i l'Organització de l'Esquerra Comunista. Es va acabar dissolent en no aconseguir-ho.
A l'arxiu del CRAI Biblioteca del Pavelló de la República, dins la sèrie de Documents de Partits Polítics hi ha el Fons Acció comunista amb publicacions, actes de reunió, informes i documents diversos del partit polític.